# Cambulo
Cambulo és un municipi de la província de Lunda-Nord. Té una població de 112.875 habitants. Comprèn les comunes de Cachimo, Cambulo, Canzar i Luia. Limita al nord i a l'est amb la República Democràtica del Congo, al sud amb el municipi de Saurimo, i a l'oest amb els de Lucapa i Chitato.

## Agermanaments
- Murça[2]